# New Mexico Bowl 2014
Match précédent Match suivant
Le New Mexico Bowl 2014 est un match de football américain de niveau universitaire joué après la saison régulière de 2014, le 20 décembre 2014 à l'University Stadium d'Albuquerque dans le Nouveau-Mexique.
Il s'agissait de la 9e édition du New Mexico Bowl.
Le match a mis en présence les Aggies d'Utah State issus de la MWC et les UTEP Miners issus de la Conference USA.
Il a débuté à 12:25 pm (heure locale) et a été retransmis en télévision sur ESPN.
Sponsorisé par la société Gildan Activewear (entreprise de confection), le match est officiellement dénommé le Gildan New Mexico Bowl.
Les Utah State Aggies gagne le match sur le score de 21 à 6.

## Présentation du match
| Équipes                                                                                                 | Conférences | Entraîneurs | Stats. saison rég. |
| --- | ----------- | ----------- | ------------------ |
| Aggies d'Utah State                                                                                     | MWC         | Matt Wells  | 9-4                |
| Miners d'UTEP                                                                                           | C-USA       | Sean Kugler | 7-5                |
| Arbitre : Charles Lewis (Sun Belt) Équipe donnée favorite par les bookmakers : Utah State (10 contre 1) |             |             |                    |

Le match a mis en présence les Aggies d'Utah State issus de la MWC et les UTEP Miners issus de la Conference USA.
Il s'agit de la 3e rencontre entre ces deux équipes, Utah State ayant gagné les deux premières rencontres, la dernière ayant eu lieu en 1961.

### Utah State Aggies
Avec un bilan global en saison régulière de 9 victoires et 4 défaites, Utah State est éligible et accepte l'invitation pour participer au New Mexico Bowl de 2014.
Ils terminent 3e de la Mountain Division de la MWC derrière #16 Boise State et Colorado State, avec un bilan en division de 6 victoires et 2 défaites.
À l'issue de la saison 2014 (bowl compris), ils n'apparaissent pas dans les classements CFP , AP et Coaches.
Il s'agit de leur 1er apparition au New Mexico Bowl.

### UTEP Miners
Avec un bilan global en saison régulière de 7 victoires et 5 défaites, UTEP est éligible et accepte l'invitation pour participer au New Mexico Bowl de 2014.
Ils terminent 3e de la Western Division de la Conference USA derrière Louisiana Tech et Rice avec un bilan en division de 5 victoires et 3 défaites.
À l'issue de la saison 2014 (bowl compris), ils n'apparaissent pas dans les classements CFP , AP et Coaches.
Il s'agit de leur 2e apparition au New Mexico Bowl après leur défaite 52 à 24 en 2010 contre BYU. L'équipe rejouait d'ailleurs son 1erbowl depuis 2010 et espèrerait renouer avec la victoire dans un bowl, leur dernière victoire remontant au Sun Bowl de 1967.

## Résumé du match
Météo : 6 °C, ensoleillé, vent d'ENE et de 1,3 m/s.
| ÉVOLUTION DU SCORE du NEW MEXICO BOWL 2014 |                              |                              |                              |                              |                              | |       |       |
| QT                                         | Temps                        | Drive                        | Drive                        | Drive                        | Équipe                       | Description de l'action                                                                               | Score | Score |
|                                            |                              | Jeux                         | Yards                        | TDP                          |                              | | USU   | UTEP  |
| 1                                          | 03:10                        | 7                            | 60                           | 03:50                        | UTEP                         | FG de 32 yards par kicker Jay Mattox                                                                  | 0     | 3     |
| 1                                          | 01:52                        | 3                            | 75                           | 01:18                        | USU                          | TD à la suite d'une course de 48 yards par QB Kent Myers + 1 point de conversion par kicker Nick Diaz | 7     | 3     |
| 3                                          | 12:12                        | 7                            | 75                           | 02:28                        | USU                          | TD à la suite d'une course de 3 yards par LB Nick Vigil + 1 point de conversion par kicker Nick Diaz  | 14    | 3     |
| 4                                          | 03:02                        | 16                           | 54                           | 06:56                        | UTEP                         | FG de 34 yards par kicker Jay Mattox                                                                  | 14    | 6     |
| 4                                          | 01:33                        | 4                            | 65                           | 01:29                        | USU                          | TD à la suite d'une course de 11 yards par RB Joe Hill + 1 point de conversion par kicker Nick Diaz   | 21    | 6     |
| "TDP" = temps de possession.               | "TDP" = temps de possession. | "TDP" = temps de possession. | "TDP" = temps de possession. | "TDP" = temps de possession. | "TDP" = temps de possession. | "TDP" = temps de possession.                                                                          | 21    | 6     |

## Statistiques
| Statistiques par Équipes               | Statistiques par Équipes | Statistiques par Équipes |
| Statistiques                           | USU                      | UTEP'                    |
| -------------------------------------- | ------------------------ | ------------------------ |
| 1er downs                              | 16                       | 12                       |
| Conversion de 3e Down                  | 5/11                     | 5/20                     |
| Conversion de 4e Down                  | 0/0                      | 3/4                      |
| Jeux–yards                             | 52 jeux pour 347 yards   | 70 jeux pour 275 yards   |
| Yards à la course                      | 279                      | 149                      |
| Yards à la passe                       | 68                       | 126                      |
| Passes : Réussies-Tentées-Interceptées | 5/12 - 1 Int.            | 13/24 - 1 Int.           |
| Réussite en zone rouge/chances         | 2/3                      | 2/3                      |
| TD                                     | 3                        | 0                        |
| Field Goals                            | 0                        | 2                        |
| Sacks (Nombre-Yards perdus)            | 2 pour 10 yards perdus   | 4 pour 23 yards          |
| Fumbles (Nombre/Perdus)                | 0                        | 1 (0 yards)              |
| Pénalités (Nombre/Yards perdus)        | 2 pour 10 yards perdus   | 8 pour 75 yards perdus   |
| Temps de possession                    | 23:26                    | 36:34                    |

| Meilleur Joueur (MVP) | Meilleur Joueur (MVP) | Meilleur Joueur (MVP) | Meilleur Joueur (MVP) |
| --------------------- | --------------------- | --------------------- | --------------------- |
|                       | Nom                   | Équipe                | Poste                 |
| Offensif              | Kent Myers            | Utah State            | QB                    |
| Défensif              | Zach Vigil            | Utah State            | LB                    |

| Statistiques Individuelles | Statistiques Individuelles | Statistiques Individuelles              |
| -------------------------- | -------------------------- | --------------------------------------- |
| Quaterbacks                |                            |                                         |
| USU                        | MYERS, Kent                | 5/12, 1 Int., 68 yards, 4 sacks subis   |
| UTEP                       | SHOWERS, Jameill           | 13/24, 1 Int., 126 yards, 2 sacks subis |
| Meilleurs Coureurs         |                            |                                         |
| USU                        | MYERS, Kent                | 15 courses, 100 yards, 1 TD             |
| UTEP                       | JONES, Aaron               | 25 courses, 92 yards                    |
| Meilleurs Receveurs        |                            |                                         |
| USU                        | SHARP, Hunter              | 3 Réc., 21 yards                        |
| UTEP                       | HAMILTON, Ian              | 4 Réc., 79 yards                        |
| Meilleurs Tackleurs        |                            |                                         |
| USU                        | SUITE, Brian               | 8 tackles, 2 assistes                   |
| UTEP                       | JAMES, Adrian              | 5 tackles, 2 assistes et 1 sack         |